# 肌苷酸
肌苷酸（次黄苷酸，Inosinic acid），又名次黄嘌呤核苷酸（Inosine monophosphate，IMP），是一种在核糖核酸（RNA）中发现的核苷酸。在酶的作用下，由肌苷酸可以分解得到次黄嘌呤。其在體內主要參與了嘌呤的合成途徑。
肌苷酸的鹽可作增味劑來使用（例如：鮮味增味劑E635 5'-呈味核苷酸二钠，見E編碼）。